# 手の噴水

手の噴水

手の噴水（てのふんすい）は、北海道旭川市の平和通買物公園に設置されている野外彫刻。

## 概要
- 正式な作品名: 「手」
- 作者: 木内禮智
- 材質: ブロンズ
- 1972年に平和通が恒久的に歩行者天国化されたのに併せて設置された。
- 当初は、4条買物公園に置かれていたが、平和通買物公園が1998年から2002年までの間にリニューアルされたのに併せ、8条買物公園に移設された。
- この作品のテーマは「未来を掴む市民の手」である[1]。